# Sava Grujić
Sava Grujić, cyr. Сава Грујић (ur. 25 listopada 1840 we wsi Kolari, zm. 3 listopada 1913 w Belgradzie) – serbski generał i polityk, pięciokrotny premier Serbii w latach 1888-1906.

## Kariera wojskowa
Urodził się we wsi Kolari k. Smedereva, był synem Dimitrija Grujicia. W 1856 wstąpił do Serbskiej Szkoły Artylerii w Belgradzie. Szkołę ukończył w stopniu podporucznika, a naukę kontynuował w Akademii Wojennej (Kriegsakademie) w Berlinie, kształcącej oficerów sztabowych. W 1863 Grujić wspólnie z Dimitrije Đuriciem miał wziąć udział w powstaniu styczniowym. W 1864 rozpoczął służbę w armii rosyjskiej, otrzymując przydział do 23 Brygady Artylerii w Sankt Petersburgu. W 1865 odbywał specjalizację w Michajłowskiej Akademii Artylerii, by przez następne dwa lata służyć w arsenale petersburskim. W 1870 wrócił do Serbii, został przyjęty do służby w stopniu kapitana II klasy i otrzymał przydział do arsenału państwowego w Kragujevacu, pełniąc funkcję eksperta d.s. artylerii.

## Początki działalności politycznej
W czasie pobytu w Rosji Grujić działał w organizacji Opština, kierowanej przez Dimitrije Đuricia, która działała na rzecz zbliżenia rosyjsko-serbskiego w celu uzyskania wsparcia Rosji dla modernizacji państwa serbskiego. Po powrocie do kraju związał się z tajną organizacją działającą w Kragujevacu, która miała na celu wyzwolenie wszystkich ziem zamieszkanych przez Serbów. W 1873 grupa zaczęła wydawać czasopismo Javnost, którym kierował Grujić. W grudniu 1873 w czasopiśmie ukazał się artykuł krytyczny wobec panującego księcia, który przekonywał, że naród serbski ma prawo obalić księcia, jeśli ten nie spełnia jego oczekiwań. Decyzją ministra wojny Kosty Proticia pismo zostało zamknięte, a Grujić zdymisjonowany i usunięty ze służby.

## Wojna z Turcją

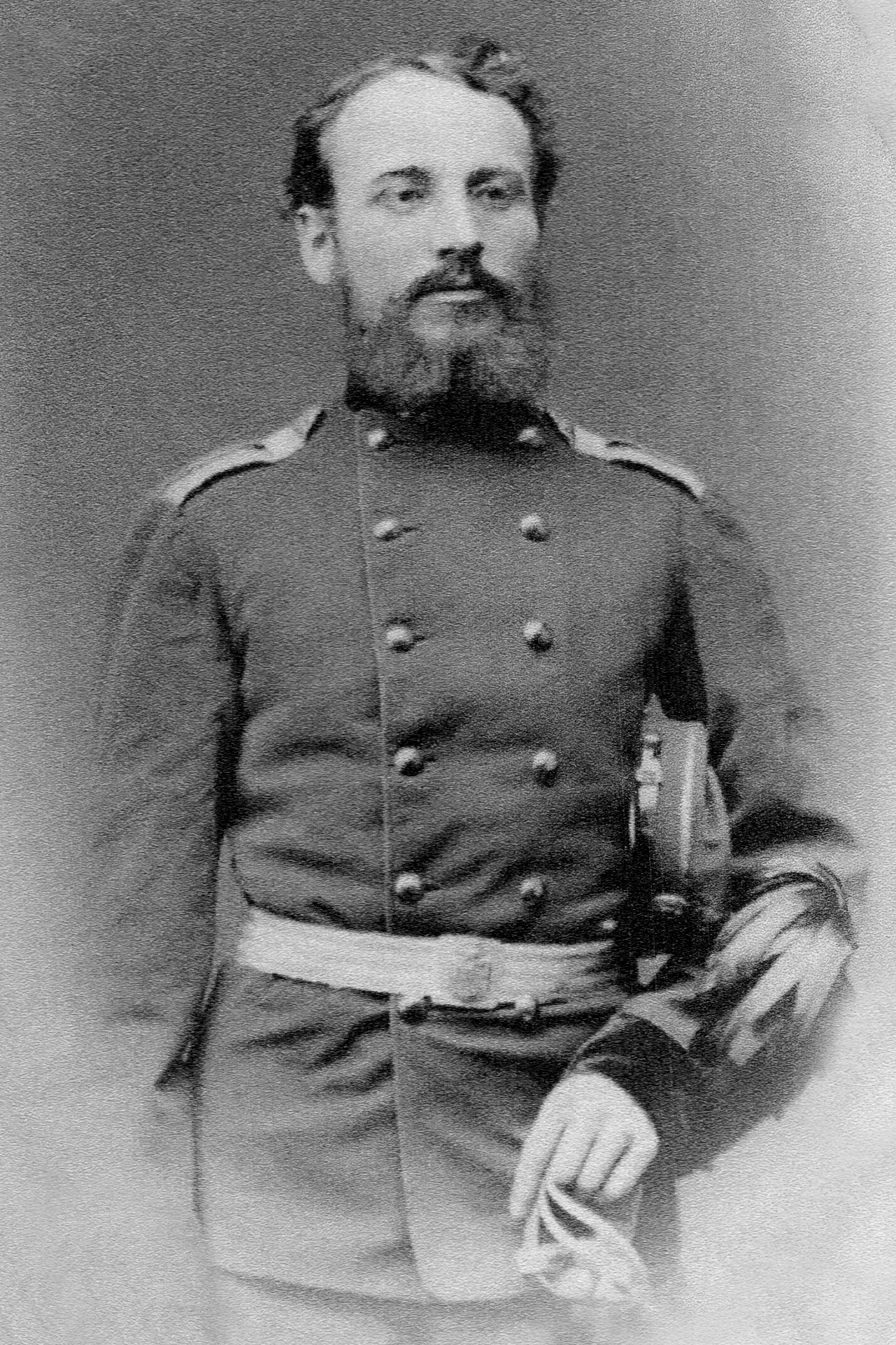
Pułkownik Sava Grujić (1876)

Po wybuchu powstania chłopów w Hercegowinie, książę Serbii Milan Obrenowić zdecydował się 28 czerwca 1876 wypowiedzieć wojnę Imperium Osmańskiemu. Serbskie siły zbrojne przypominały w tym czasie milicję, były słabo uzbrojone i nie posiadały przeszkolenia wojskowego odpowiedniego do prowadzenia działań przeciwko regularnej armii. Przywrócony do służby Grujić przygotował plan działań wojennych, zakładający zaskoczenie i zniszczenie przeciwnika, zanim ten zmobilizuje i skoncentruje swoje oddziały. W ostatniej chwili, na życzenie władz serbskich plan ofensywy zmieniono. Zamiast uderzenia w jednym miejscu całością sił, podjęto decyzję o rozproszeniu sił i zaatakowaniu Turków na kilku frontach. Sava Grujić otrzymał funkcję dowódcy artylerii, a naczelnym dowódcą armii serbskiej został gen. Michaił Czerniajew, Rosjanin, który przyjął serbskie obywatelstwo. Za zasługi w czasie prowadzonych działań wojennych pod koniec 1876 Grujić uzyskał awans na pułkownika. Nie ziściły się nadzieje Serbów na przystąpienie Rosji do wojny, a kolejne ataki na ufortyfikowane pozycje tureckie w rejonie Niszu i nad Driną nie przyniosły sukcesów. W krytycznym momencie wojny, 4 listopada 1876 Grujić objął stanowisko ministra wojny w gabinecie Stevčy Mihailovicia. 31 października 1876 pod naciskiem Rosji, strona osmańska zgodziła się na podpisanie zawieszenia broni.
24 kwietnia 1877 Rosja wypowiedziała wojnę Turcji, a wkrótce dołączyły do niej Serbia i Czarnogóra. Grujić przeprowadził reorganizację armii serbskiej, na wzór pruski, zwiększając zarazem jej liczebność i poziom wyszkolenia. Oznaczało to także stopniowe przejście od formacji milicyjnej w kierunku stałej armii. W początkach 1878 jednostki serbskie osiągnęły znaczne sukcesy zdobywając Vranje i Leskovac i docierając do okolic Preševa i Vitiny. Wojnę zakończył traktat w San Stefano, w wyniku którego Serbia stała się w pełni niepodległym państwem, ale jej zdobycze terytorialne z czasów wojny znacząco zredukowano.

## W służbie dyplomatycznej
Po zakończeniu wojny Grujić rozpoczął pracę w dyplomacji. W 1879, kiedy nawiązano stosunki dyplomatyczne między Bułgarią, a Serbią został pierwszym przedstawicielem dyplomatycznym Serbii w Sofii, a następnie w latach 1882-1884 kierował poselstwem serbskim w Atenach. W latach 1885–1887 pracował w poselstwie serbskim w Petersburgu, uczestnicząc zarazem w rosyjskich misjach dyplomatycznych. W 1887 uzyskał awans na stopień generalski.

## Powrót do polityki
W roku 1887 Grujić wstąpił do Partii Radykalnej, kierowanej przez Nikolę Pašicia. W tym samym roku partia po raz pierwszy weszła do rządu koalicyjnego, a Grujić objął stanowisko ministra wojny w gabinecie, kierowanym przez Jovana Risticia. 19 grudnia 1887 radykałowie utworzyli samodzielnie nowy gabinet, a na jego czele stanął gen. Sava Grujić, zachowując w swoich rękach także ministerstwo wojny. Jako premier podpisywał ustawę konstytucyjną w grudniu 1888. W tym samym roku dokonał kolejnej reorganizacji armii serbskiej, która miała odtąd stanowić połączenie armii zawodowej i armii obywatelskiej. Narastający konflikt z królem, którego kulminację była odmowa podpisana przez monarchę ustawy municypalnej, przyjętej przez Skupsztinę doprowadził do dymisji Grujicia z funkcji szefa rządu (26 kwietnia 1888). W 1889 Grujić po raz kolejny stanął na czele rządu i kierował nim przez dwa lata. W 1891 podał się do dymisji u wyjechał z misją dyplomatyczną do Stambułu, gdzie przebywał przez dwa lata. Ponownie stanął na czele rządu w grudniu 1893 sprawując ten urząd niespełna dwa miesiące.
W latach 1897-1903 ponownie poświęcił się służbie dyplomatycznej, początkowo w Sankt Petersburgu (1897-1899), a następnie w Stambule (1900-1903). W czerwcu 1903 w Serbii doszło do zamachu stanu i zamordowania króla Aleksandra i jego żony Dragi. W tym samym roku Skupsztina uchwaliła nową konstytucję Serbii, a na czele państwa stanął Piotr I Karadziordziewić. W październiku 1903 na czele rządu koalicyjnego stanął ponownie Sava Grujić. Konflikt w obrębie rządzącej koalicji zmusił go do ustąpienia w grudniu 1904. Ostatni raz na czele rządu stanął 7 marca 1906 i sprawował ten urząd przez niespełna dwa miesiące. W 1907 wyjechał do Hagi, gdzie reprezentował Serbię w czasie obrad Haskiej Konferencji Pokojowej. Od roku 1906 nie prowadził aktywnej działalności politycznej, zachował jedynie godność przewodniczącego Rady Państwa (do 1910).

## Twórczość
Grujić był autorem podręczników z zakresu wojskowości, a także opracowań historycznych. W 1874 wydał dzieło Vojna organizacija Srbije (Wojskowa organizacja Serbii), a w 1880 Osnovi vojnog uređenja kneževine Bugarske (Podstawy organizacji wojskowej księstwa Bułgarii). Był także autorem czterotomowej historii wojen serbsko-tureckich. Od 1875 był członkiem Serbskiej Akademii Nauk i Umiejętności.

## Życie osobiste
W 1867 Grujić poślubił Milicę Magazinović, z którą miał córkę Angelinę. Po śmierci pierwszej żony, jego kolejną wybranką była Milica Radovanović, z którą miał czworo dzieci (Boro, Alek, Marija i Olga). Jego synowie, podobnie jak ojciec wybrali karierę wojskową.

## Pamięć
Imię Savy Grujicia nosi jedna z ulic w zachodniej części Belgradu.